# St. Antonius von Padua (Bagotoji)

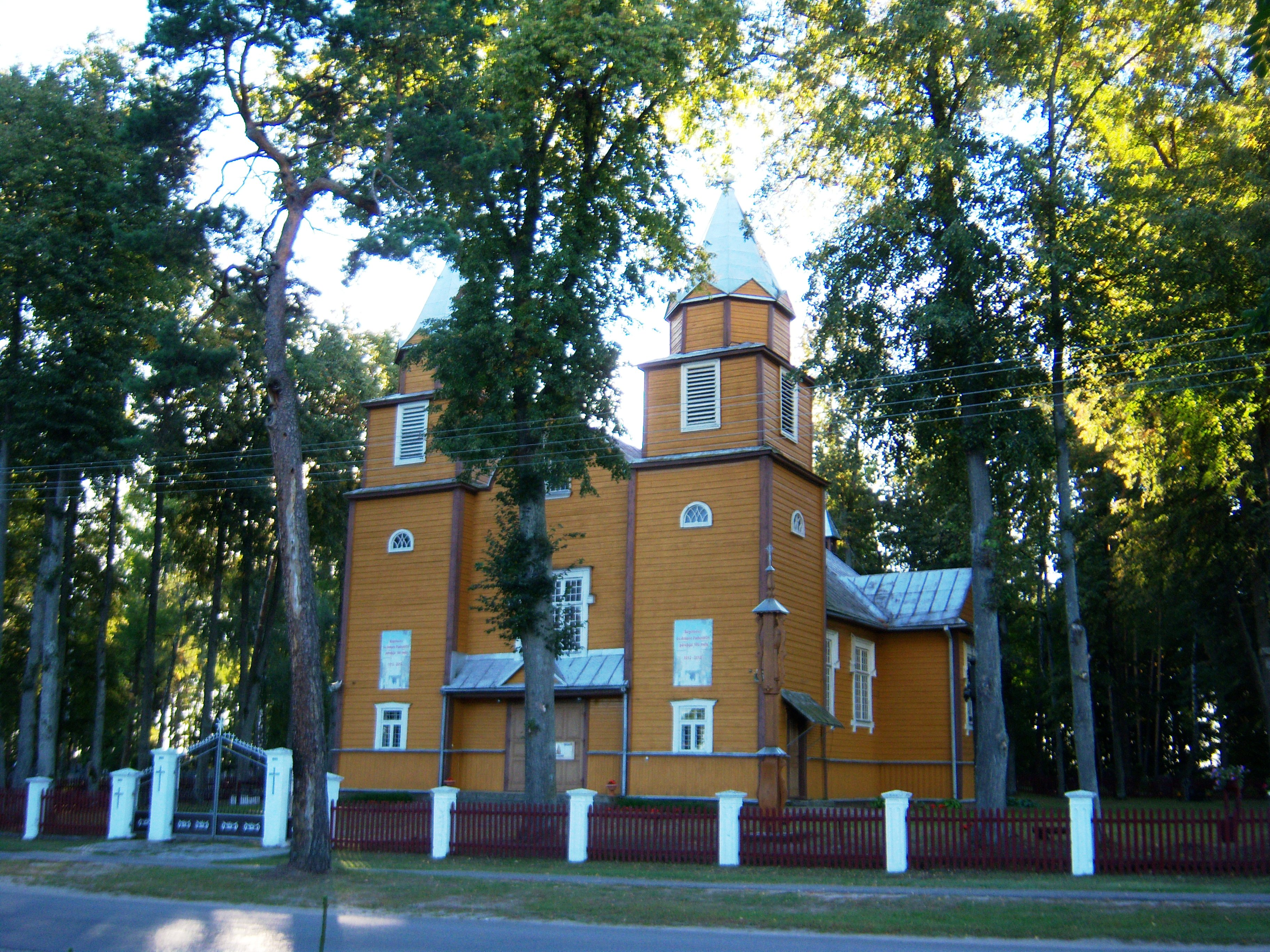
Straßenansicht der Kirche

St. Antonius von Padua (litauisch Bagotosios Šv. Antano Paduviečio bažnyčia) ist eine katholische Antonius-von-Padua-Kirche im Dorf Bagotoji in der Gemeinde Kazlų Rūda, Litauen, 9 km nordöstlich von Pilviškiai und 9 km südwestlich von Višakio Rūda. Sie untersteht dem Dekanat Marijampolė (Bistum Vilkaviškis).
Bis 1871 gab es nur eine Friedhofskapelle. 1911 wurde die Pfarrgemeinde errichtet. 1912 baute man die heutige Kirche.